# Prix Saintour
Le prix Saintour, de la fondation du même nom, est un prix français décerné par les cinq académies composant l'Institut de France.
L'Institut de France et l'Académie française ont évoqué le prix Saintour, pour les premières distinctions, lors de la séance publique annuelle du jeudi 16 novembre 1893, présidée par Camille Doucet, secrétaire perpétuel de l'Académie française.
C'est un ancien prix annuel de littérature, créé en 1889 par l'Académie française et décerné de 1893 à 1989,
L'Académie des inscriptions et belles-lettres et l'Academie des sciences morales et politiques décernent encore le prix Saintour, chacune dans ses sections.

## Lauréats de l'Académie française

### De 1893 à 1924
- 1893 : 
  - Gaston de Raimes (1859-19..) pour Soldats de France, actions héroïques
  - André Saglio pour Maisons d’hommes célèbres
- 1894 : 
  - Charles-Louis Livet (1828-1898) pour Lexique comparé de la langue de Molière et des autres écrivains
- 1895 : 
  - Edmond Huguet pour Étude sur la syntaxe de Rabelais
  - Maxime Lanusse (1853-1930) pour De l’influence du dialecte gascon sur la langue française, de la fin du XVe siècle à la seconde moitié du XVIIe siècle
  - Abbé Charles Urbain (1852-1930) pour Nicolas Coeffeteau (1574-1623)
- 1896 : 
  - Napoléon-Maurice Bernardin pour Un précurseur de Racine, Tristan l’Hermite, sieur Du Solier (1601-1655)
  - Abel Lefranc pour Les dernières poésies de Marguerite de Navarre
- 1897 : 
  - Arsène Darmesteter pour Cours historiques de la langue française
  - Gustave Michaut pour Pensées de Pascal
- 1898 : 
  - Léon Brunschvicg pour Blaise Pascal
  - Abbé Joseph Lebarq (1844-1897) pour Œuvres oratoires de Bossuet
  - Maurice Souriau (1856-195.?) pour La préface de Cromwell, de Victor Hugo
- 1899 : 
  - Louis Arnould pour Racan (1589-1670)
  - Armand Gasté pour La querelle du Cid
- 1900 : 
  - Ferdinand Brunot pour Histoire de la langue française, des origines à nos jours
  - Louis Clément (1858-19..) pour Henri Estienne et son œuvre française
- 1901 : 
  - Joseph Bédier pour Le roman de Tristan et Iseut
  - Henri Chamard pour Joachim du Bellay (1522-1560)
  - Arthur et Paul Desfeuilles (1822-1907 et 1866-1943) pour Lexique de la langue de Molière
- 1902 : 
  - Auguste Hamon (1860-1935) pour Jean Bouchet (1476-1557)
  - Charles Marty-Laveaux pour l'ensemble de ses travaux sur le XVIe siècle
- 1903 : 
  - Guillaume Hüszar (1872-1931) pour Corneille et le théâtre espagnol
  - Elvire Samfiresco pour Ménage : polémiste, philologue, poète
  - Léon Séché pour Œuvres complètes de Joachim du Bellay
- 1904 : 
  - Antoine Albalat pour Le travail du style enseigné par les corrections manuscrites des grands écrivains
  - Henri Chardon (1834-1906) pour Scarron inconnu. Les personnages du roman comique
  - Remy de Gourmont pour La culture des idées, Le problème du style et Esthétique de la langue française
  - Georges Doncieux (1856-1903) pour Le romancero populaire de la France
- 1905 : 
  - Henri Chamard pour Joachim du Bellay. La Défense et illustration de la langue française
  - Ferdinand Gohin (1867-1944) pour Les transformations de la langue française au XVIIIe siècle (1740-1789)
  - Paul Laumonier (1867-1949) pour Œuvres poétiques de Jacques Péletier du Mans
  - Jacques Trénel (1858-....) pour L’Ancien Testament et la langue française du Moyen Âge. L’élément biblique dans l’œuvre d’Agrippa d’Aubigné
- 1906 : 
  - Joseph Anglade pour Le troubadour Guiraut Riquier, étude de la décadence de l’ancienne poésie provençale
  - Félix Piquet pour L’originalité de Gottfried de Strasbourg dans son poème de Tristan et Isolde
- 1907 : 
  - Louis Lautrey pour Journal de voyage de Montaigne
  - Louis Mellerio (1859-19..) pour Lexique de Ronsard
  - Fortunat Strowski pour Édition des Essais de Michel de Montaigne
- 1908 : 
  - Edmond Girard (1860-1928) pour les Œuvres de Tristan l’Hermite
  - Edmond Huguet pour Petit glossaire des classiques français du XVIIe siècle
  - Abbé J.-A. Quillacq pour La langue et la syntaxe de Bossuet
  - Robert Lindsay Graeme Ritchie (1880-1954) pour Recherches sur la syntaxe de la conjonction "que" dans l’ancien français
- 1909 : 
  - René Onillon (1854-19..) et Anatole-Joseph Verrier (1841-1920) pour Glossaire étymologique et historique des patois et des parlers de l’Anjou
  - Théodore Rosset pour Entretien, doutes, critique et remarques du Père Bouhours sur la langue française (1671-1692)
- 1910 : 
  - Bulletin du parler français au Canada
  - Vladimir Chichmarev (1874-1957) pour Guillaume de Machaut. Poésies lyriques
  - Frédéric Lachèvre pour Le libertinage devant le Parlement de Paris. Le procès du poète Théophile de Viau (11 juillet 1623-1er septembre 1625)
  - Hugues Vaganay (1870-1936) pour Les amours de P. de Ronsard Vandomois, commentées par Marc-Antoine de Muret
- 1911 : 
  - Gustave Boissière (1850-1927) pour Remarques sur les poésies de Malherbe, de Urbain Chevreau
  - Ferdinand Gohin (1867-1944) pour Œuvres poétiques, de Antoine Héroët
  - Abbé Eugène Griselle (1861-1923) pour Éditions de Bossuet et Fénelon. Leur correspondance. Richelieu et Louis XIII. Lettres inédites
  - Henri-Joseph Molinier pour Essai biographique et littéraire sur Octavien de Saint-Gelays, évêque d’Angoulême (1468-1502) et Mellin de Saint-Gelays (1490-1558)
- 1912 : 
  - Paul Berret (1861-1943) pour Le Moyen Âge dans la légende des siècles et les sources de Victor Hugo
  - Albert Chérel (1880-1962) pour Explications des maximes des Saints sur la vie intérieure, de Fénelon
  - Philippe Martinon pour Les Strophes
  - Charles Oulmont pour Pierre Gringore
  - Théodore Rosset pour Les origines de la prononciation moderne étudiées au XVIIe siècle
  - Louis Thuasne pour Villon et Rabelais
- 1913 : 
  - Octave Carion pour Méthode nouvelle pour l’étude des homonymes de la langue française
  - Léon Clédat pour Dictionnaire étymologique de la langue française
  - Paul Laumonier (1867-1949) pour La vie de Pierre de Ronsard, de Claude Binet (1586)
  - Lazare Sainéan pour Les sources de l’argot ancien
- 1914 : 
  - Antoine Albalat pour Comment il faut lire les auteurs classiques français
  - François Gébelin pour Correspondance de Montesquieu
  - Maurice Grammont pour Le vers français, ses moyens d’expression, son harmonie
  - G. O. d'Harvé pour Parlons bien !
  - André Morize (1883-1957) pour Correspondance de Montesquieu
  - Hans Sternischa pour Deux grammairiens de la fin du XVIIIe siècle (L. Aug. Alemand et Andry de Bois-Regard)
- 1915 : 
  - Maxime David pour Berkeley
  - Georges Feuilloy (1883-1915)
  - René Sturel pour Jacques Amyot
  - Léon Vouaux pour Les Actes de Paul et ses lettres apocryphes
- 1917 : 
  - Kristoffer Nyrop pour Grammaire historique de la langue française
- 1918 : 
  - Émile Magne pour Lettres inédites de Mme Louise de Gonzague sur la cour de Louis XIV
  - Adolphe van Bever pour Les poètes du terroir du XVe au XXe siècle
  - Divna Veković (1886-1944) pour Dictionnaire français-serbe et serbe-français
- 1919 : 
  - Lucien Foulet (1873-1958) pour Le roman de Renard
- 1920 : 
  - Paul Laumonier (1867-1949) pour Édition des Œuvres de Ronsard
- 1921 : 
  - Henri Bauche (1880-1947) pour Le langage populaire
  - Paul Berret (1861-1943) pour Victor Hugo. La légende des siècles
  - Édouard Bonnaffé pour Dictionnaire étymologique et historique des anglicismes
  - Pierre Villey pour Les Essais de Michel Montaigne. Les Sources des Essais
- 1922 : 
  - Pierre Adam pour La langue du duc de Saint-Simon
  - Joseph Anglade pour Histoire sommaire de la littérature méridionale au moyen âge (des origines à la fin du XVe siècle)
  - Frédéric Lachèvre pour Les œuvres libertines de Cyrano de Bergerac
- 1923 : 
  - Sœurs de la Visitation pour Œuvres de Saint-François de Sales
  - Joseph Vianey pour Victor Hugo : Les Contemplations
- 1924 : 
  - Gustave Rudler pour Les techniques de la critique et de l’histoire littéraires en littérature française moderne
  - Louis Thuasne pour François Villon. Œuvres

### De 1925 à 1957
- 1925 : 
  - Ferdinand Gohin (1867-1944) pour Le compte du rossignol, de A. Gilles Corrozet. Cléopâtre, captive, de Étienne Jodelle
  - Adrien Langlois pour Le Style. La Chose et la Matière du XVIIe au XXe siècle
  - Société des textes français modernes
  - Hugues Vaganay (1870-1936) pour Publication des Œuvres complètes de Ronsard, textes de 1578
- 1926 : 
  - Abbé Joseph Coppin (1885-1978) pour Montaigne, traducteur de Raymond Sebon
  - Paul Festugière (1869-1950) pour les Œuvres de J.-Fr. Sarasin
  - Pierre Martino pour Stendhal-Racine et Shakespeare
  - Daniel Mornet pour Édition de la Nouvelle Héloïse, de Jean-Jacques Rousseau
- 1927 : 
  - Joseph Calmette pour Philippe de Commynes. Mémoires
  - Georges Durville (1853-1943) pour Commynes. Mémoires
  - Gabriel Germinet pour Théâtre radiophonique
  - C.-S. Lefèvre pour La composition littéraire
- 1928 : 
  - Charles Beaulieux pour Histoire de l’orthographe française (2 vol.)
- 1929 : 
  - J.-Wladimir Bienstock et Curnonsky pour Le musée des erreurs ou le Français tel qu'on l'écrit
  - Roger Crétin alias Roger Vercel pour Lexique comparé des métaphores dans le théâtre de Corneille et Racine
  - Gaston Guillaumie (1883-1960) pour J.-L. Guez de Balzac et la prose française
  - Mgr René Moissenet (1850-1939) pour La prononciation du latin
- 1930 : 
  - Edmond Faral pour La légende arthurienne
- 1931 : 
  - Louis Arnould pour Poésies de Racan
  - André Boulanger pour L’art poétique de Jacques Peletier du Mans
  - Abbé Joseph Coppin (1885-1978) pour Les vers de la mort, d’Hélimant moine de Froidmond
  - Albert Dauzat pour Histoire de la langue française
  - A. Le Dû pour Le rythme dans la prose de Victor Hugo
- 1932 : 
  - Louis-Alexandre Bergounioux pour Les œuvres poétiques d'Hugues Salel
  - Chanoine Henri Cuvillier pour La langue française expliquée
  - Maurice Parturier (1888-1980) pour l'Édition des Lettres de Mérimée
- 1933 : 
  - Oscar Bloch pour Dictionnaire étymologique de la langue française
- 1934 : 
  - Armand Garnier pour Les tragiques de d'Aubigné
  - Ferdinand Gohin (1867-1944) pour Jean de La Fontaine
  - Jean Plattard pour les tragiques de d'Aubigné
- 1935 : 
  - Georges Mongrédien pour Historiettes de Tallemant des Réaux
- 1936 : 
  - René Johannet pour Édition de Joseph de Maistre
  - Henri Martineau pour Édition de Stendhal
  - Jeanne Streicher (18..?-1963) pour l'Édition des Remarques sur la langue française, de Vaugelas
- 1938 : 
  - Louis Arnould pour Édition des Bergeries, de Racan
  - Paul Van Tieghem (1871-1948) pour Répertoire des littératures modernes
- 1939 : 
  - Gustave Cohen pour Œuvres complètes de Ronsard
  - Ferdinand Gohin (1867-1944) pour Jean de La Fontaine
  - Jacques Pannier pour Les œuvres de Calvin
- 1940 : 
  - Marcel Cressot (1896-1961) pour La Phrase et le Vocabulaire dans Huysmans
  - Albert-Marie Schmidt pour La Poésie scientifique en France
- 1941 : 
  - Raoul Mortier (1881-1951) pour La Chanson de Roland, version d'Oxford
- 1942 : 
  - Gaston Guillaumie (1883-1960) pour Jasmin, Le Théâtre gascon et Florilège des poètes gascons
  - Émile Martin pour Un patois lorrain
  - Henri Martineau pour Souvenirs d'égotisme
  - Raoul Mortier (1881-1951) pour La Chanson de Roland, version de Venise IV
  - Henri Potez pour Lettres galantes de Denys Lambin
  - François Préchac (1881-1977) pour Lettres galantes de Denys Lambin
- 1943 : 
  - Hélène Derréal (1903-1989) pour La langue de Saint Pierre Fourier et Le style de Saint Pierre Fourier
  - Raoul Mortier (1881-1951) pour Édition de la Chanson de Roland (Tome IV, texte de Paris)
- 1944 : 
  - Armand Caraccio (1895-1969) pour Promenades dans Rome, de Stendhal
  - Michel François pour L'heptaméron de Marguerite de Navarre
  - Jules Mouquet (1878-1949) pour Samain, poèmes à la grande amie
  - Maximilien Vox pour Correspondance de Napoléon
- 1946 : 
  - Arnold van Gennep pour Manuel du folklore français
- 1947 : 
  - René Bailly (1910-1987) pour Dictionnaire des Synonymes
- 1948 : 
  - Marcel Cressot (1896-1961) pour Le style et ses techniques
  - Léon Delhoume (1887-1965) pour Principes de médecine expérimentale, de Claude Bernard
  - Jean Marchand pour Le livre de raison, de Montaigne
- 1949 : 
  - Robert Baschet pour Publication du Journal de Delécluse
  - Yves Le Hir (1919-2005) pour Lamennais écrivain
- 1950 : 
  - Antoine Bibesco pour Lettres de Proust à Bibesco
  - Paul Robert pour Dictionnaire. Les mots et les associations d'idées
- 1951 : 
  - Patrice Buet (1889-1953) pour Poèmes français de poètes étrangers
  - Joseph Canteloube pour Anthologie des chants populaires français
  - André Delattre pour Voltaire. Correspondance avec les Tronchin
- 1952 : 
  - Georges Roth (1887-1975) pour Histoire de Mme de Montbrillant, version intégrale des pseudo-mémoires de Mme d’Épinay
- 1953 : 
  - Dr Fernand Lotte pour Dictionnaire biographique des personnages fictifs de la Comédie humaine
  - Nada Tomiche (1923-2019) pour Napoléon écrivain
- 1954 : 
  - André Desguine (1902-1981) pour Étude des Bacchanales par Ronsard
  - Charles Guérin pour Les Odes de Pierre de Ronsard
- 1955 : 
  - Jean Babin (1905-1978) pour Les parlers de l’Argonne
  - Armand Ziwès pour Le jargon de M. François Villon
- 1956 : 
  - Marcel Galliot (1899-1989) pour Essai sur la Langue de la Réclame
  - Louis de Saint-Pierre pour Les Mémoires du maréchal Soult
- 1957 : 
  - Adolphe Victor Thomas pour Dictionnaire des difficultés de la langue française

### De 1958 à 1989
- 1958 : 
  - Yolande Arsène-Henry pour Les plus beaux textes sur le Saint-Esprit
- 1959 : 
  - René-Jean Hesbert pour Les Conférences ascétiques et Perfection du chef, de Dom Martin et Science et Sainteté, de Dom Jean Mabillon
  - Élisabeth Poulain et Gaston Poulain (1903-1973) pour Anthologies régionales du Haut-Languedoc et Armagnac et du Bas-Languedoc et Roussillon
  - Jeanne Streicher (18..?-1963) pour Les œuvres poétiques, de Théophile de Viau
- 1960 : 
  - Jean Labbé pour Correspondance de Francis Jammes
- 1961 : 
  - Joseph Barbier (1915-1986) pour Le vocabulaire et le style de Péguy
  - Louis Châtelain et Georges Galichet (1904-1992) pour Grammaire française expliquée
- 1962 : 
  - Helmut Hatzfeld et Yves Le Hir (1919-2005) pour Essai de bibliographie critique de stylistique française et romane
  - Henri Morier pour Dictionnaire de poétique et de rhétorique
- 1963 : 
  - Jacqueline Pinchon (1921-2020) et Robert-Léon Wagner pour Grammaire du Français classique et moderne
- 1964 : 
  - Pierre Jourda pour Édition des Œuvres de Rabelais
- 1965 : 
  - Albert-Jean Guibert pour Bibliographie des œuvres de Molière publiées au XVIIe siècle
  - Madeleine Horn-Monval pour Répertoire bibliographique des Traductions et Adaptations françaises du Théâtre étranger
  - Georges Palassie (Société des Amis de Montaigne) pour Mémorial du 1e Congrès International des Études montaignistes
- 1966 : 
  - Émile-Jules-François Arnould pour La genèse du Barbier de Séville
- 1967 : 
  - Albert Doppagne pour Trois aspects du français contemporain
  - Henri Perrochon pour De Rousseau à Ramuz
  - Samuel de Sacy pour Édition des Œuvres de Descartes
- 1968 : 
  - André Porquet pour L’orthographe française
- 1969 : 
  - Maurice Delamain pour Plaidoyer pour les mots
  - Maurice Joseph-Gabriel pour La Dissertation pédagogique
- 1970 : 
  - Nina Catach pour L’orthographe française à l’époque de la Renaissance
  - Fernand Criqui (1921-2006) pour Mots et Concepts - Lexique permanent
- 1971 : 
  - Robert Beauvais pour L’Hexagonal tel qu’on le parle
  - Fernand Duplouy et René Galichet pour Méthode active d’initiation à la composition française
  - Robert Le Bidois pour Les mots trompeurs
- 1973 : 
  - Roger Guichemerre (1924-2018) pour La comédie avant Molière
  - Mme Claude Labarraque Reyssac pour En marge de Molière. La jeunesse de Philaminte
  - Georges Martin pour Nîmes dans la littérature
  - Guy Turbet-Delof (1922-2008) pour L’Afrique barbaresque dans la littérature aux XVIe et XVIIe siècles
- 1975 : 
  - Hélène Bourgeois-Gielen, Albert Doppagne et Joseph Hanse pour Nouvelle chasse aux Belgicismes
- 1976 : 
  - Henri Bénac et Jean-Yves Dournon pour Dictionnaire d’orthographe et des difficultés du français
- 1977 : 
  - Henri Bénac et Édouard Bled pour Guide pratique d’orthographe
- 1978 : 
  - Claude Désirat, Émile Genouvrier et Tristan Hordé (1932-....) pour Nouveau Dictionnaire des Synonymes
- 1979 : 
  - Jean-Pol Caput (d) (1937-2001) pour L’Académie française et la pureté de la langue française entre 1859 et 1935 (L’orthographe et la prononciation) (thèse)
  - Adelin Moulis pour Le dictionnaire languedocien-français
  - René Nelli pour Mais enfin qu’est-ce que l’Occitanie ?
  - Jean H. Zemb pour Comparaison de Deux Systèmes
- 1980 : 
  - Maurice Maloux pour Dictionnaire des proverbes, sentences et maximes
  - André Porquet (1916-....) pour L’orthographe sans peine
- 1983 : 
  - Henri Bertaud du Chazaud pour Dictionnaire des synonymes
  - Jean-Yves Dournon pour Le grand dictionnaire des citations françaises
- 1984 : 
  - Louis-Marie Morfaux (19..-1998) pour Vocabulaire de la philosophie et des sciences humaines
- 1985 : 
  - Roger Morvan pour Le petit Retz-Morvan
  - Henri de Vaulchier pour Charles Nodier et la lexicographie française 1808-1844
- 1986 : 
  - Georges Matoré pour Le vocabulaire et la société médiévale
- 1987 : 
  - Jean-Yves Dournon pour Le dictionnaire des proverbes et dictons de France
- 1988 : 
  - Gérard Cornu pour Vocabulaire juridique
- 1989 : 
  - Loïc Depecker pour Les Mots de la francophonie

## Lauréats de l'Académie des inscriptions et belles-lettres

### De 1901 à 1950
- 1901[7] : 
  - Georges Louis Rodier pour sa traduction du Traité de l'âme, d'Aristote.
  - Philippe-Ernest Legrand pour son Étude sur Théocrite.
  - Alcide Macé (1862-19..) pour son Essai sur Suétone.
- 1902[8] : 
  - Charles Diehl pour Justinien et la civilisation byzantine au vie siècle.
  - Fernand de Mély pour Les Reliques de Constantinople au XIIIe siècle et l'ensemble de ses travaux archéologiques.
- 1903[9] : 
  - Charles Fossey pour La Magie assyrienne.
  - Joanny Grosset pour la traduction du Bharatya-Natya-Castram.
  - Alexandre Moret pour Le rituel du culte divin journalier en Égypte.
  - Paul Toscanne (1867-1919) pour Les Cylindres de Gudéa.
- 1904[10] : 
  - Maurice Besnier pour L'Ile Tibérine dans l'antiquité.
  - André de Ridder (1868-1921) pour son Catalogue des vases peints de la Bibliothèque nationale.
- 1905[11] : 
  - Paul Durrieu pour Les Très riches Heures du duc de Berry conservées au Musée Condé à Chantilly.
  - Fernand Mazerolle pour les Médailleurs français du XVe au milieu du XVIIe siècle.
- 1906[12] : 
  - Marie-Joseph Lagrange pour ses Études sur les religions sémitiques.
  - Jérôme Labourt pour Le christianisme dans l'empire perse sous la dynastie sassanide (224-632).
  - Moïse Schwab pour son Rapport sur les Inscriptions Hébraïques en France.
  - Victor Chauvin pour sa Bibliographie des ouvrages arabes ou relatifs aux Arabes, tomes VII à IX.
- 1907[13] :
  - Paul Monceaux pour son Histoire littéraire de l'Afrique chrétienne depuis les origines jusqu'à l'invasion arabe.
  - Léon Homo pour son Essai sur le règne de l'empereur Aurélien.
  - Émile Bourguet pour L'administration financière du sanctuaire pythique au ive siècle avant J.-C.
  - Auguste Audollent pour Defixionum tabellae quotquot innotuerunt, tam in graecis Orientis quam in totius Occidentis partibus, praeter atticas in 'Corpore inscriptionum atticarum' editas.
- 1908[14] : 
  - Max Bruchet (1868-1929) pour Le Château de Ripaille.
  - Eugène Déprez (1874-1951) pour Études de diplomatique anglaise.
  - Henri Villetard (1869-1955) pour "Office de Pierre de Corbeil (office de la Circoncision), improprement appelé "Office des fous".
  - P. Jean-Baptiste Thibaut (1872-1937) pour Origine byzantine de la notation neumatique de l'Église latine.
  - Amédée Gastoué pour Les origines du chant romain.
- 1909[15] : 
  - Alfred Roussel pour sa traduction du Râmâyana de Vâlmîki.
  - Antonin Jaussen pour Coutumes des Arabes au pays de Moab.
  - Frédéric Macler pour Catalogue des manuscrits arméniens et géorgiens de la Bibliothèque nationale.
  - François Martin (1867-1913) pour le livre d'Hénoch traduit sur le texte éthiopien.
- 1910[16] : 
  - Paul Masqueray pour Euripide et ses idées.
  - Paul Vallette pour L'apologie d'Apulée et De Oenomao Cynico.
  - Charles Dubois pour Pouzzoles antique.
  - Abbé M. J. Roiron pour son Étude sur l'imagination auditive de Virgile.
  - Pierre Boudreaux pour Cynégétiques d'Oppien.
- 1911[17] : 
  - Frédéric Fuzet et Léon Alfred Jouen pour Comptes, devis et inventaires du manoir archiépiscopal.
  - Léonce Celier pour Les Dataires du xve siècle et les origines de la daterie apostolique.
  - Albert Feuillerat (1874-1952) pour John Lyly, contribution à l'histoire de la Renaissance en Angleterre.
  - Émile Bertaux pour L'Exposition rétrospective d'Art à Saragosse.
- 1912[18] : 
  - François Nau pour Jean d'Antioche et Nestorius.
  - Clément Huart pour Textes persans relatifs à la secte des Horoufis.
  - Émile Amar (1883-1942) pour sa traduction d'"Al-Fakhrî".
  - Joseph Halévy pour son Précis d'allographie assyro-babylonienne.
  - Éd.Huber (1879-1914) pour l'ensemble de ses travaux archéologiques et de philologie indo-chinoises.
- 1913[19] : 
  - Pierre Jouguet pour La Vie municipale dans l’Égypte romaine et Papyrus de Théadelphie.
  - Albert Grenier pour Bologne villanovienne et étrusque.
  - Paul Collinet pour ses Études historiques sur le droit de Justinien.
  - Gabriel Leroux pour Vases grecs et italo-grecs du Musée archéologique de Madrid.
  - Pierre Boudreaux pour Catalogue des manuscrits des astrologues grecs.
- 1914[20] : 
  - Hippolyte Delehaye (1859-1941) pour Les origines du culte des martyrs.
  - Amédée Pagès pour Auzias March et ses prédécesseurs.
  - Louis Halphen et René Poupardin pour Les chroniques des comtes d'Anjou.
  - Georges Daumet (1870-1918) pour Les relations de la France et de la Castille.
  - Eugène Saulnier (1886-1919) pour Le rôle politique du cardinal de Bourbon.
- 1915[21] : 
  - Georges Marçais pour Les Arabes en Berbérie du xie au xive siècle.
  - Lucien Bouvat (1872-1942) pour Les Barmécides d'après les historiens arabes et persans.
- 1916[22] :
  - Henri Graillot (1868-1949) pour Le Culte de Cybèle.
  - Pierre de Labriolle pour La crise montaniste.
  - Edmond Courbaud pour Horace : sa vie et sa pensée à l’époque des Épîtres.
  - Pierre Noailles (1881-1943) pour Les Collections de Novelles de l'empereur Justinien.
- 1917[23] : 
  - Henri Prentout pour l'Étude critique sur Dudon de Saint-Quentin.
  - Abbé J.-B. Mesnel pour Les Saints du diocèse d'Evreux.
  - Roger Grand pour Le contrat de complant.
- 1918[24] : 
  - Clément Huart pour la traduction du Livre de la création et de l'histoire de Motahhar ibn Tahir al Maqdisi.
  - Samuel Biarnay (1879-1918) pour son Étude sur les dialectes berbères du Rif.
- 1921[25] :
  - Henri Massé pour Essai sur le poète Saadi.
  - Henri Basset pour Essai sur la littérature des Berbères.
  - Gustave Cohen pour Mystères et moralités du manuscrit 617 de Chantilly.
- 1923[26] : 
  - Guillaume Mollat pour La collation des bénéfices ecclésiastiques sous les papes d'Avignon.
  - Augustin Renaudet pour Le concile gallican de Pise et de Milan.
  - Lazare Sainéan pour La langue de Rabelais.
- 1924[27] : 
  - Fernande Hartmann pour L'agriculture dans l'Ancienne Egypte.
  - Paul Masson-Oursel pour Esquisse d'une histoire de la philosophie indienne.
  - M. Delaporte pour le Catalogue des cylindres du Musée du Louvre.
  - Frédéric Macler pour les Notices de manuscrits arméniens
- 1939[28] :
  - Armand Minard pour La subordination dans la prose védique.
  - Alfred Bel pour La religion musulmane en Berbérie.
  - Mgr Feghali pour son recueil de proverbes et dictons syro-libanais.
- 1940 : Henri-Irénée Marrou pour Saint Augustin et la fin de la culture antique[29].
- 1941 : Aliette de Maillé pour Provins, les monuments religieux[30].
- 1942[31] : 
  - M. Delaporte pour Les fouilles de Malatya.
  - René Neuville et Armand Ruhlmann pour La place du paléolithique ancien dans la quaternaire marocain.
- 1943[32] : 
  - Alphonse Dain pour La collection florentine des tacticiens grecs et Le « Corpus perditum ».
  - Jacques Perret pour Les Origines de la légende troyenne de Rome.
- 1944[33] :
  - Yves Renouard pour Les relations des papes d'Avignon et des compagnies bancaires de 1316 à 1378.
  - Léon Côte (1888-1966) pour Histoire du prieuré clunisien de Souvigny.
- 1945 : Jacques Vandier pour La religion égyptienne[34].
- 1946 : Jacques Heurgon pour Recherches sur l'histoire, la religion et la civilisation de Capoue préromaine des origines à la deuxième guerre punique[35].
- 1947 : Robert Boutruche pour Une société provinciale en lutte contre le régime féodal. L'alleu en Bordelais et en Bazadais, du XIe au XVIIIe siècle[36].
- 1948[37] : 
  - Georges Contenau pour Manuel d'archéologie orientale.
  - Pierre Cintas pour Les amulettes puniques et Le sanctuaire punique de Sousse.
- 1949[38] : 
  - Gilbert Charles-Picard pour Castellum Dimmidi.
  - Alexandre Baschmakoff (18..-1943) pour La Synthèse des Périples pontiques ; méthode de précision en paléo-ethnologie.
- 1950 : V.-L. Saulnier pour son étude consacrée à Maurice Scève[39].

### De 1951 à 2025
- 1951 : P. Henri Musset pour Histoire du Christianisme surtout en Orient[40].
- 1952[41] : 
  - Jacques Aymard (1909-1964) pour Essai sur les chasses romaines des origines à la fin du siècle des Antonins.
  - Gustave Bardy pour Les révisions de saint Augustin.
  - Daniel de Montmollin pour La Poétique d'Aristote. Texte primitif et additions ultérieures.
- 1953 : Marguerite Gonon pour Testaments foréziens, 1305-1316[42].
- 1954 : MM. Corbin et Mo'in pour leur édition du Livre réunissant les deux sagesses[43].
- 1955[44] : 
  - Henri Stern pour Le calendrier de 354, étude sur son texte et ses illustrations.
  - Gilbert Charles-Picard pour Les religions de l'Afrique antique.
- 1956 : Robert Folz pour L'idée d'Empire en Occident du Ve au XIVe siècle[45].
- 1957 : Philippe Marçais pour Le parler arabe de Djidjelli (Nord constantinois, Algérie) et Textes arabes de Djidjelli[46].
- 1958 : Louis Harmand pour Un aspect social et politique du monde romain. Le patronat sur les collectivités publiques des origines au Bas-Empire[47] :
- 1959[48] : 
  - Françoise Lehoux (1902-1991) pour son étude sur Gaston Olivier, aumônier du roi Henri II (1552).
  - Robert Marichal pour "La Navire, ou Consolation du roi François Ier à sa sœur Marguerite" (1956) de Marguerite d'Angoulême.
- 1960 : Jean Vercoutter pour L'Égypte et le monde égéen pré-hellénique, étude critique des sources Égyptiennes du début de la XVIIIe à la fin de la XIXe dynastie[49].
- 1961 : Pierre Grenade (1915-1956) pour Essai sur les origines du principat[50].
- 1962 : Omer Jodogne pour Édition du Mystère de la passion (Angers, 1486) par Jean Michel[51].
- 1963 : Serge Sauneron pour Les fêtes religieuses d'Esna aux derniers siècles du paganisme[52].
- 1964 : Francis Vian pour Les origines de Thèbes. Cadmos et les Spartes[53].
- 1965 : Krystyna Kasprzyk (1922-2012) pour Nicolas de Troyes et le genre narratif en France au XVIe siècle[54].
- 1966 : Georges Vajda pour Recherches sur la philosophie et la kabbale dans la pensée juive du Moyen Âge et l'ensemble de son oeuvre.
- 1967[55] : 
  - Claude Moussy (1931-2020) pour Gratia et sa famille.
  - Jean Rougé pour Recherches sur l'organisation du commerce maritime en Méditerranée sous l'Empire romain.
- 1968 : Marcel Garaud pour Les Châtelains de Poitou et l'avènement du régime féodal, XIe et XIIe siècles et l'ensemble de son oeuvre[56].
- 1969 : François Gros pour Le Paripātal[57].
- 1970[58] :
  - Pierre Hadot pour Porphyre et Victorinus.
  - Daniel Babut pour Plutarque et le stoïcisme.
- 1971 : Joseph Pérez pour La révolution des « Comunidades » de Castilla (1520-1521)[59].
- 1972 : Jacques Gernet pour Le Monde chinois[60].
- 1973[61] : 
  - Noël Duval pour Les églises de Sbeitla.
  - Jean Pépin pour Idées grecques sur l'homme et sur Dieu.
- 1974 : Christine Thouzellier pour Livre des deux principes[62].
- 1975 : Louis Bazin pour Les calendriers turcs anciens et médiévaux[63].
- 1976 : Jacques Jouanna pour Hippocrate : pour une archéologie de l'école de Cnide et Hippocrate, La nature de l'homme, édité, traduit et commenté[64].
- 1977 : Pierre Toubert pour Les structures du Latium médiéval[65].
- 1978 : Jacqueline Pirenne pour "Corpus des inscriptions et antiquités sud-arabes" et l'ensemble de son oeuvre[66].
- 1979 : Jean-Claude Richard pour Les Origines de la Plèbe romaine[67].
- 1980 : Pierre Desportes pour Reims et les Rémois aux XIIIe et XIVe siècles[68].
- 1981 : François Cheng pour L'Espace du rêve. Mille ans de peinture chinoise[69].
- 1982[70] : 
  - Paul Goukowsky pour Essai sur les origines du mythe d’Alexandre (336-270 av. J.-C.).
  - Jackie Pigeaud pour La Maladie de l’âme. Etude sur la relation de l'âme et du corps dans la tradition médico-philosophique antique.
- 1983 : François Fossier pour Le Palais Farnèse. La Bibliothèque Farnèse. Etude des manuscrits latins et en langue vernaculaire[71].
- 1984 : Michel Soymié pour l'ensemble de son oeuvre et les ouvrages publiés sous sa direction[72].
- 1985 : Antoinette Novara pour Les Idées romaines sur le progrès d'après les écrivains de la République. Essai sur le sens latin du mot progrès[73].
- 1986 : Maurice Berthe pour Famines et épidémies dans les campagnes navarraises à la fin du Moyen Âge[74].
- 1987 : Dominique Charpin pour Le Clergé d’Ur au siècle d’Hammurabi (xixe-xviiie siècles av. J.C.)[75].
- 1988 : Jean Andreau pour La Vie financière dans le monde romain : les métiers de manieurs d'argent : IVe siècle av. J.-C. - IIIe siècle ap. J.-C[76].
- 1989 : Henri Bresc pour Un monde méditerranéen. Économie et société en Sicile, 1300-1450[77].
- 1990 : Jean-Marcel Humbert pour L’égyptomanie dans l’art occidental.
- 1991 : Annie Dubourdieu pour Les origines et le développement du culte des pénates à Rome.
- 1992 : Alain Erlande-Brandenburg pour Notre-Dame de Paris.
- 1993 : Anne Minault-Gout pour Le mastaba d’Ima-Pépi (Mastaba II). Fin de l’Ancien Empire.
- 1994 : Pierre Chuvin pour Mythologie et géographie dionysiaques. Recherches sur l’Oeuvre de Nonnos de Panopolis.
- 1995 : Claude Carozzi pour Le voyage de l’âme dans l’au-delà,.d’après la littérature latine (Ve – XIIIe siècles).
- 1996 : Michel Balivet pour Islam mystique et révolution armée dans les Balkans ottomans. - Vie de Cheikh Bedreddîn, le « Hallâj des Turcs » (1358/59-1416).
- 1997 : Gérard Capdeville pour Volcanus. Recherches comparatistes sur les origines du culte de Vulcain.
- 1998 : Patrick Gilli pour Au miroir de l’humanisme.Les représentations de la France dans la culture savante italienne à la fin du Moyen Âge (c. 1360-c. 1490).
- 1999 : Laure Pantalacci et Claude Traunecker pour Le temple d’El-Qal’a.
- 2000 : John Scheid pour Commentarii fratrum Arvalium qui supersunt. Les copies épigraphiques des protocoles annuels de la confrérie Arvale (21 av.-304 ap. J.-C.).
- 2001 : Marie-Henriette Jullien de Pommerol pour Le registre de prêt de la bibliothèque du Collège de Sorbonne (1402-1536).
- 2002 : Jean-Michel Mouton pour Le Sinaï médiéval. Un espace stratégique de l’islam.
- 2003 : Valérie Visa-Ondarçuhu pour L’image de l’athlète, d’Homère à la fin du Ve siècle avant J.-C..
- 2004 : Madeleine Lazard et Gilbert Schrenck pour Registre royal du règne de Henri III de Pierre de l’Estoile, t. VI, 1588-1589.
- 2005 : Christophe Chandezon pour L’élevage en Grèce (fin Ve-fin Ier s. ap. J.-C.). L’apport des sources épigraphiques.
- 2006 : Gérard Jubert pour Théophraste Renaudot (1586-1653). Père des journalistes et Médecin des pauvres.
- 2007 : Jean-Paul Rey-Coquais pour Inscriptions grecques et latines de TYR.
- 2008 : Diane Cuny pour Une leçon de vie. Les réflexions générales dans le théâtre de Sophocle.
- 2009 : Marie-Pierre Laffitte et Charlotte Denoël pour Trésors carolingiens. Livres manuscrits de Charlemagne à Charles le Chauve (Catalogue de l’exposition BNF).
- 2010 : Marcelle Saindon pour Trois manifestations de Vishnu, le sanglier, l’homme-lion, le nain. Les récits du Harivamsha.
- 2011 : Alain Blanc pour Les contraintes métriques dans la poésie homérique. L’emploi des thèmes nominaux sigmatiques dans l’hexamètre dactylique.
- 2012 : André Bazzana pour La noria, l’aubergine et le fellah. Archéologie des espaces irrigués dans l’Occident musulman médiéval (IXe-XVe s.).
- 2013 : Hervé Reculeau pour Climate, Environment and Agriculture in Assyria in the 2nd Half of the 2nd Millennium BCE.
- 2014 : Antony Hostein pour La cité et l’empereur. Les Eduens dans l’empire romain d’après les Panégyriques romains.
- 2015 : Julie Barrau pour Bible, lettres et politique. L’Écriture au service des hommes à l’époque de Thomas Becket.
- 2016 : Michaël Guichard pour Florilegium marianum XIV. L’Épopée de Zimrī-Lîm.
- 2017 : Annick Fenet pour Les dieux olympiens et la mer.
- 2018 : Olivier Poncet pour Mazarin, l’Italien.
- 2019 : Sylvain Vogel pour l’ensemble de son œuvre sur les origines de la langue khmère, et en particulier son dernier ouvrage intitulé : Voix du Mondulkiri historique.
- 2020 : Annik Aussedat-Minvielle, Ritualia Gallica pour Les rituels imprimés des diocèses français de 1476 à 1800, t. II/3, v. 3a et 3b : Pénitence. Enseignement de la foi. Conseils de vie chrétienne
- 2021 : Létitia Mouze pour Chasse à l’homme et faux semblants dans Le Sophiste de Platon
- 2022 : Thierry Kouamé pour De l’office à la dignité. L’écolâtre cathédral en France septentrionale du IXe au XIIIe siècle
- 2023 : Bernard Outtier pour Catalogue of the Georgian Manuscripts, Holy Monastery of Iviron
- 2025 : Nicolas Morand pour Les animaux et l’histoire d’Alexandrie antique et médiévale. Étude archéozoologique d’après les fouilles du CEAlex (1993-2009)

## Lauréats de l'Academie des sciences morales et politiques
- 1978 : Annuaire de l'Afrique du Nord[78]
- 2000 : Michel Espagne pour Les transferts culturels franco-allemands, Paris (PUF), 2000. (Morale et sociologie)
- 2002 : Raoul Béteille pour De l’injustice, Paris (François-Xavier de Guibert), 2001. (Législation, droit public et jurisprudence)
- 2004 : Jean-Pierre Boisivon pour l’ensemble de son œuvre. (Économie politique, statistique et finances)
- 2006 : Michèle Cointet pour De Gaulle et Giraud. L’affrontement, Paris (Perrin), 2006. (Histoire et Géographie)
- 2008 : Jean Garrigues pour la direction de Histoire du Parlement de 1789 à nos jours et Grands discours parlementaires (de la Révolution à la Ve République), Paris (Armand Colin), 6 volumes, 2004-2008. (Générale)
- 2010 : Marie Pérouse pour L’invention des Pensées de Pascal. Les éditions de Port-Royal (1670-1678), Paris (Honoré Champion), 2009. (Philosophie)
- 2012 : Élisabeth Dufourcq pour L’invention de la loi naturelle, Paris, Bayard, 2012. (Morale et sociologie)
- 2014 : Christophe Bigot pour son ouvrage Pratique du droit de la presse. Presse écrite – Audiovisuel – Internet, Paris (Victoires Éditions), 2013. (Législation, droit public et jurisprudence)
- 2016 : Bertrand Martinot et Franck Morel pour leur ouvrage Un autre droit du travail est possible, Paris, (Fayard), 2016. (Économie politique, statistique et finances)